# Macrosiphoniella lopatini
Macrosiphoniella lopatini är en insektsart. Macrosiphoniella lopatini ingår i släktet Macrosiphoniella och familjen långrörsbladlöss. Inga underarter finns listade i Catalogue of Life.